# Babylon A.D.
I Babylon A.D. sono una heavy metal band formata nel 1985 a Oakland, California, Stati Uniti.

## Storia
Inizialmente nata con il nome di The Persuaders cambiò prima in Babylon e poi si aggiunse l'"A.D." per distinguerla dal nome di una band omonima.
Inizialmente si avvalsero del contributo di Jack Ponti (songwriter in passato di Bon Jovi) e pubblicarono il primo disco nel 1989 La notorietà l'ebbero le due tracce "Bang Go The Bells" e "Kid Goes Wild" con l'attore Sam Kinison
Il secondo album fu Nothing Sacred con il produttore Tom Werman, al cui interno si trovava "Psychedelic Sex Reaction", in seguito la band si sciolse nel 1994. La band riunitasi nel 1998 lavorò al live album Live in Your Face, l'album American Blitzkrieg (2002) e In the Beginning (2006).

## Formazione

### Ultima
- Derek Davis - voce, chitarra, piano
- Kyle Bates - chitarra solista
- Eric Pacheco - basso
- James Pacheco - batteria

### Ex componenti
- Ron Freschi - chitarra
- Danny De La Rosa - chitarra
- John Mathews - chitarra, tastiere (1985-89)
- Robb Reid - basso

### Collaboratori
- Charlie Knight - armonica, piano

## Discografia

### Album in studio
- 1989 - Babylon A.D.
- 1992 - Nothing Sacred
- 2002 - American Blitzkrieg

### Live
- 1998 - Live in Your Face

### Raccolte
- 2006 - In the Beginning

### Partecipazioni
- 2000 - Kickstart My Heart: A Tribute to Mötley Crüe